# Bruno Christiaenssens
Bruno Christiaenssens, né à Anvers le 22 juillet 1810 et mort à Gand, le 11 mai 1889, à l'âge de soixante-dix-huit ans est un calligraphiste et enlumineur belge. 

## Biographie
Agent général de la compagnie d'assurances Les Propriétaires réunis, il consacrait ses loisirs à la calligraphie et à l'ornementation des manuscrits. 
On lui doit des ouvrages remarquables, notamment une Chronique de Flandre et une Conquête de l'Algérie. On sait peu de choses sur ses autres activités. Il figure dans un ouvrage d'Edmond De Busscher comme participant à l'élaboration d'un « char » (une peinture figurant un cortège défilant) à la Fête de Gand de 1849. Il est aussi vice-président du Club musical de Gand, une chorale à la vie éphémère.

## Œuvres
Les deux ouvrages d'envergure de Bruno Christiaenssens sont des manuscrits calligraphiés et orné d'enluminures.
La Chronique de Flandre, daté de 1844 a été offerte au roi Léopold Ier. Son fils Philippe de Belgique (1837-1905) la fit relier à ses armes. Le manuscrit est composé de 26 cartons de grande taille (56 × 41 cm) qui comportent une face calligraphiée, orné de décorations et de vignettes historiées, et une face comportant un cartouche imagé. L'ouvrage a été numérisé.
La Conquête de l'Algérie, daté de 1847, est le deuxième manuscrit. Il retrace dans une suite de 24 cartons de grande taille (56 × 44 cm) des faits dans la guerre de conquête de l'Algérie où sont impliqués des princes de Flandre. L'ouvrage été légué à la Bibliothèque de l'université de Gand par son auteur en 1889. Il porte la dédicace : « À la gloire de la maison d'Orléans ». L'ouvrage a également été numérisé,,.
Bruno Christiaenssens est nommé chevalier de l'Ordre de Léopold le 19 mars 1846 pour son ouvrage : Chronique de Flandre. Un « Grand festival lyrique, dramatique & fantastique a été donné par monsieur Alexandre Detige, à son ami monsieur Bruno Christiaenssens à l'occasion de sa nomination de Chevalier de l'Ordre Léopold », et dont le programme est conservé à la bibliothèque de l’université de Gand.

Chronique de Flandre
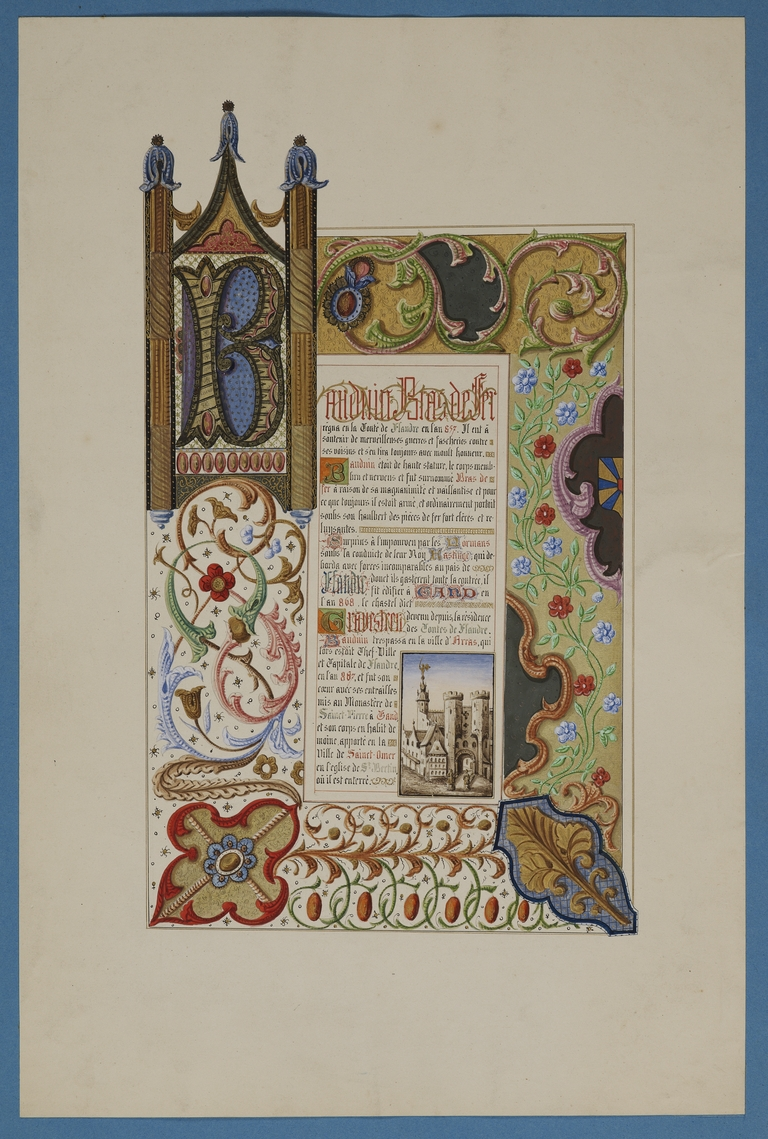
Chronique des Flandres, f°8
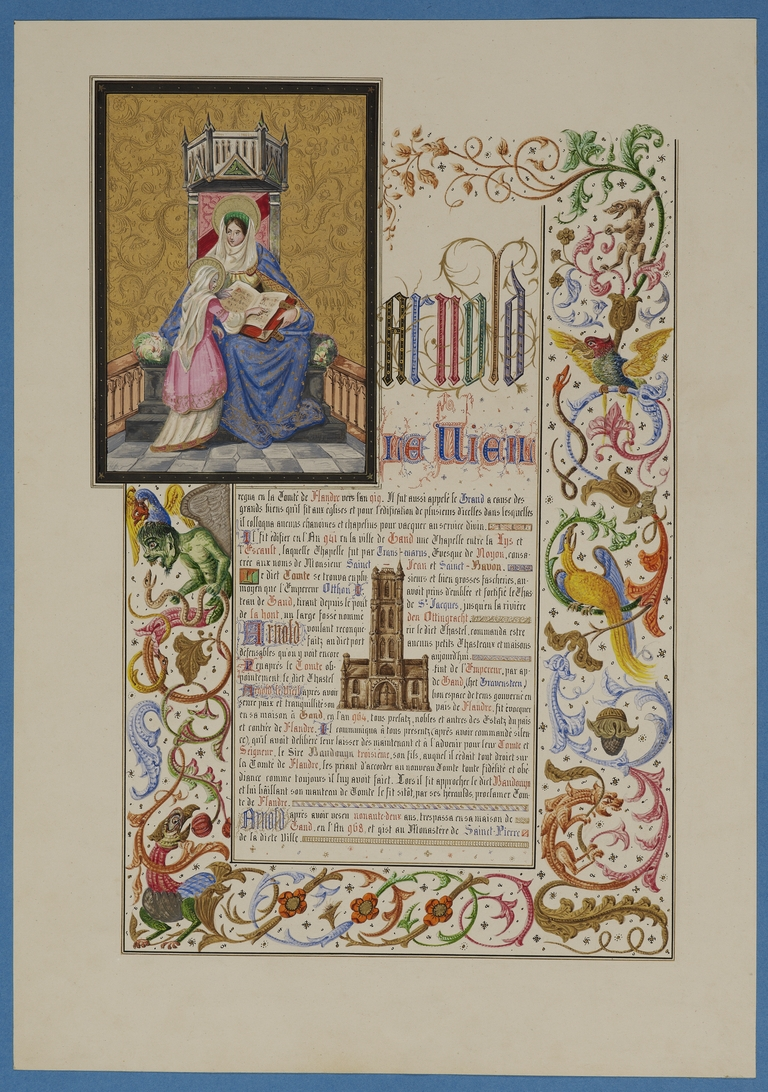
Chronique des Flandres, f°10
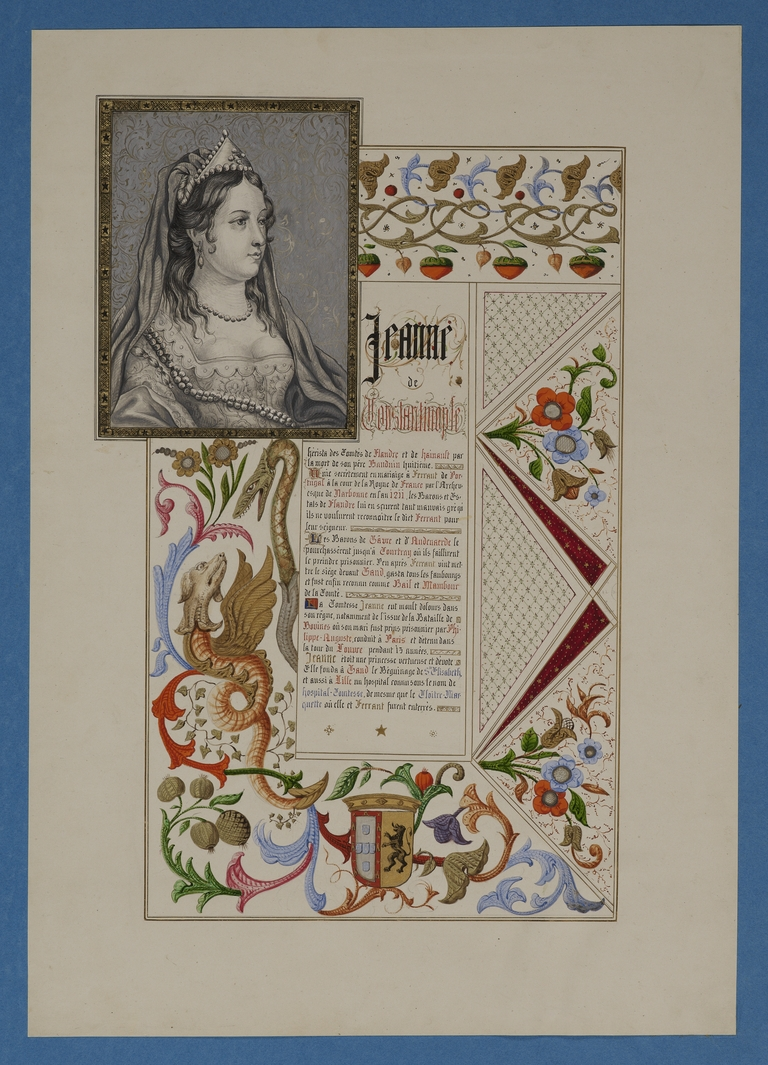
Chronique des Flandres, f°15
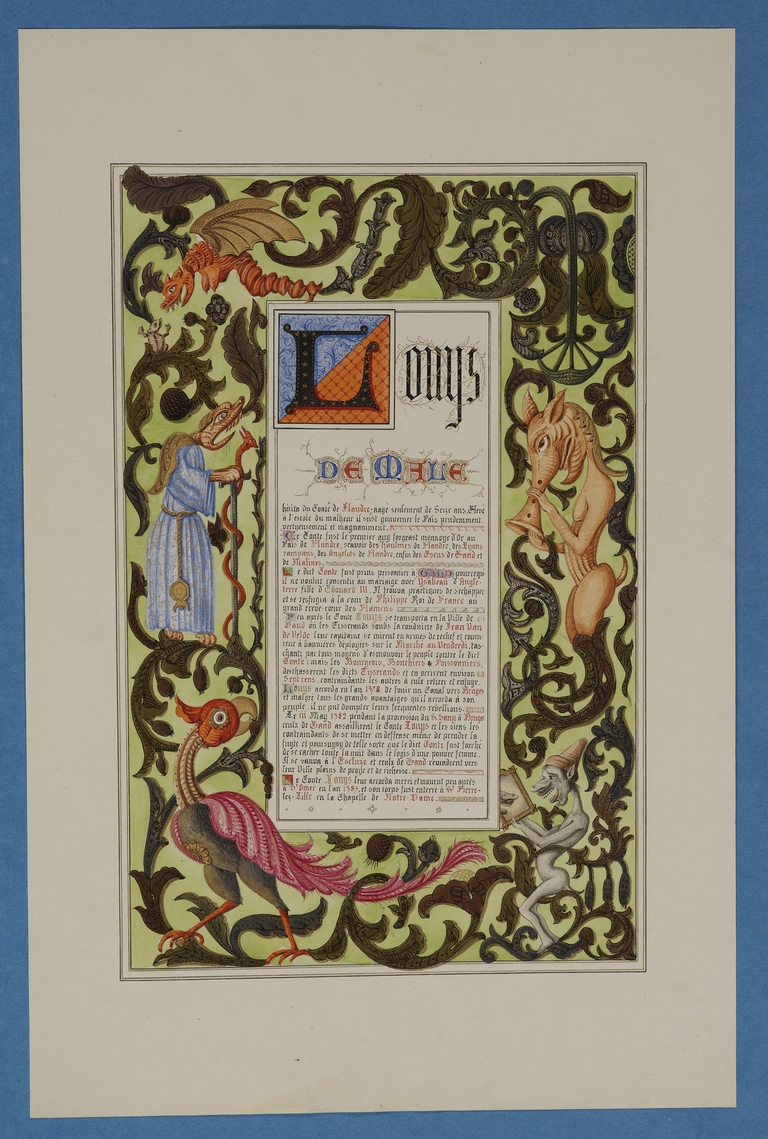
Chronique des Flandres, f°19

Conquête de l'Algérie
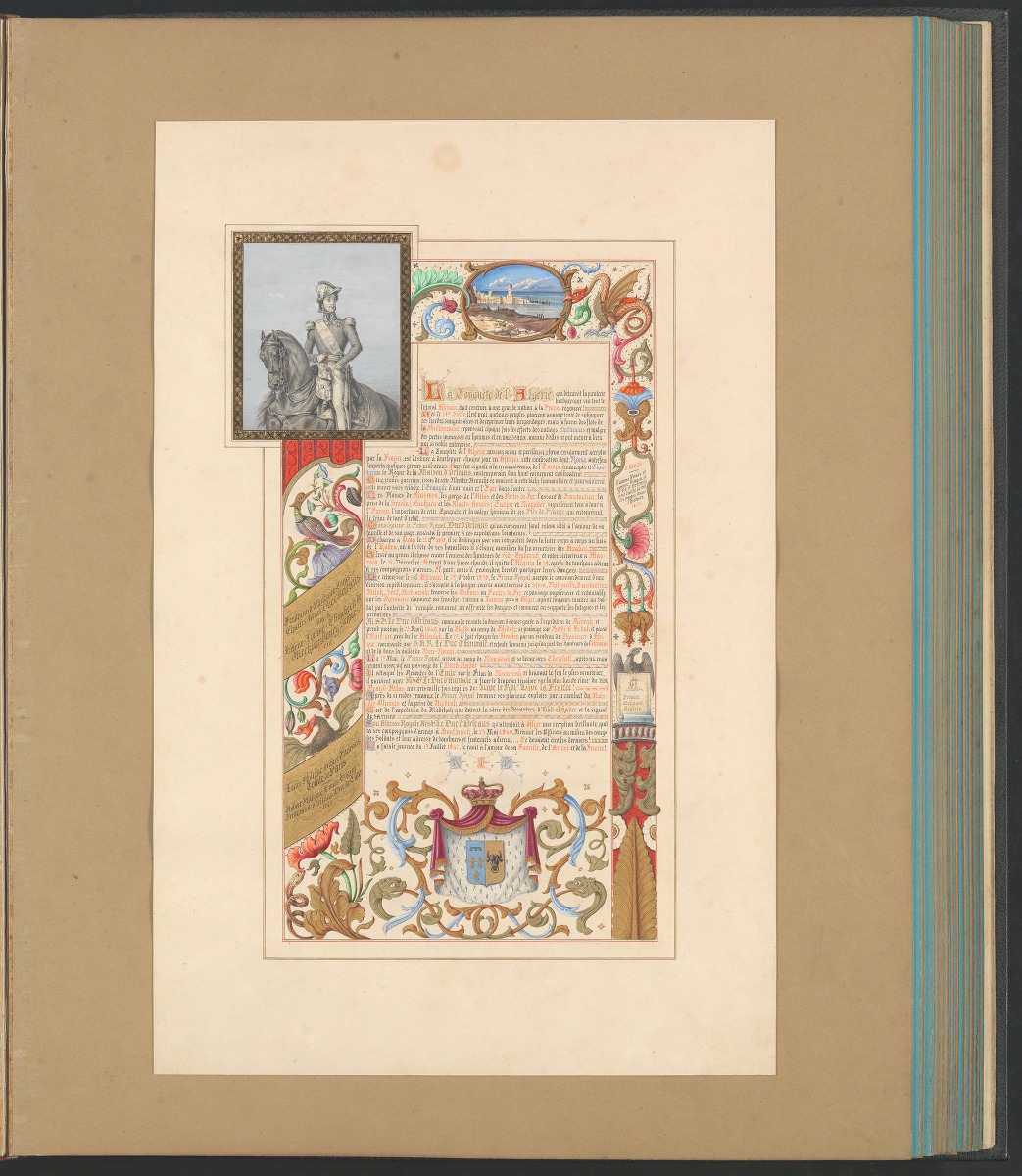
Folio 5.
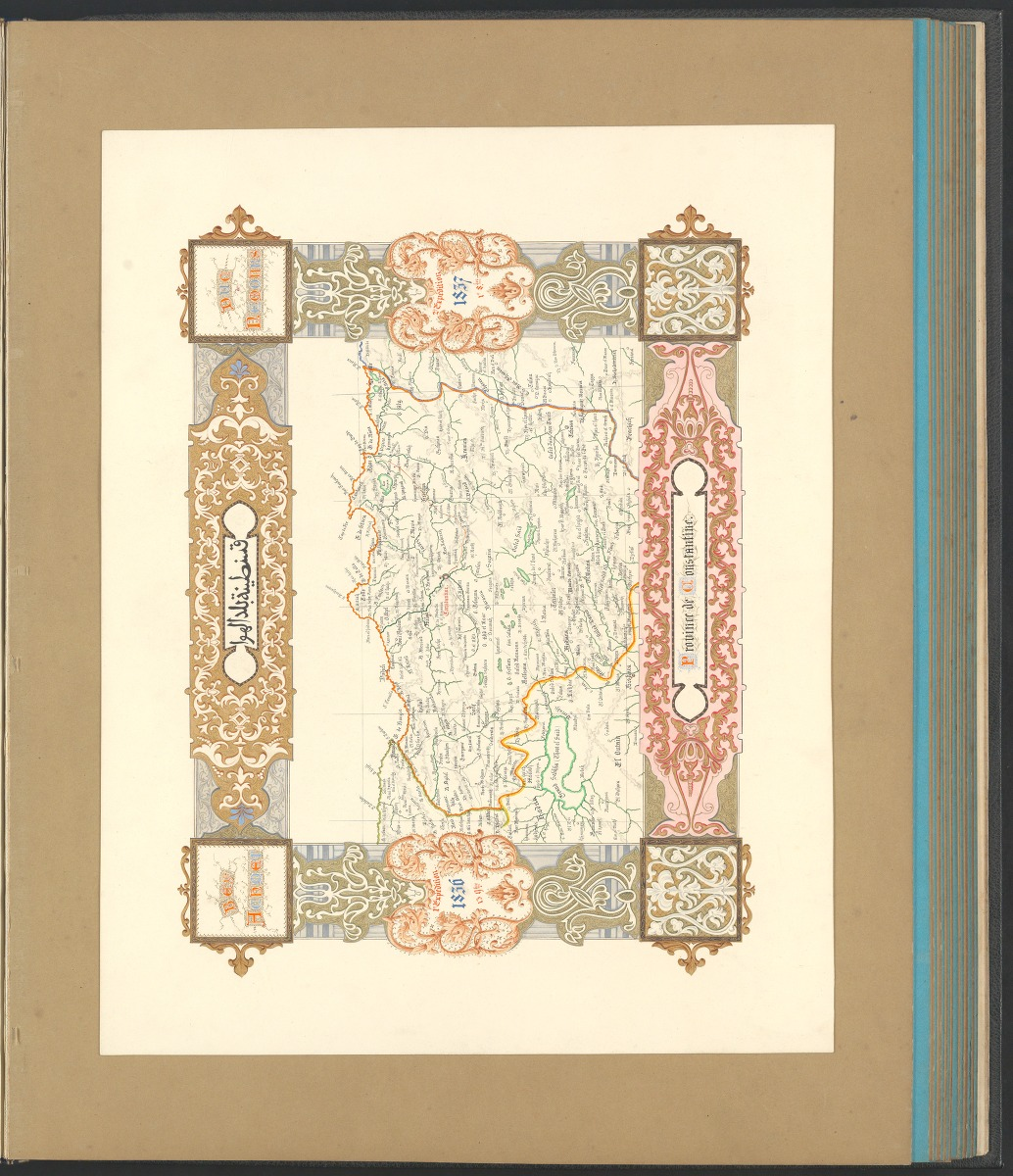
Folio 11.
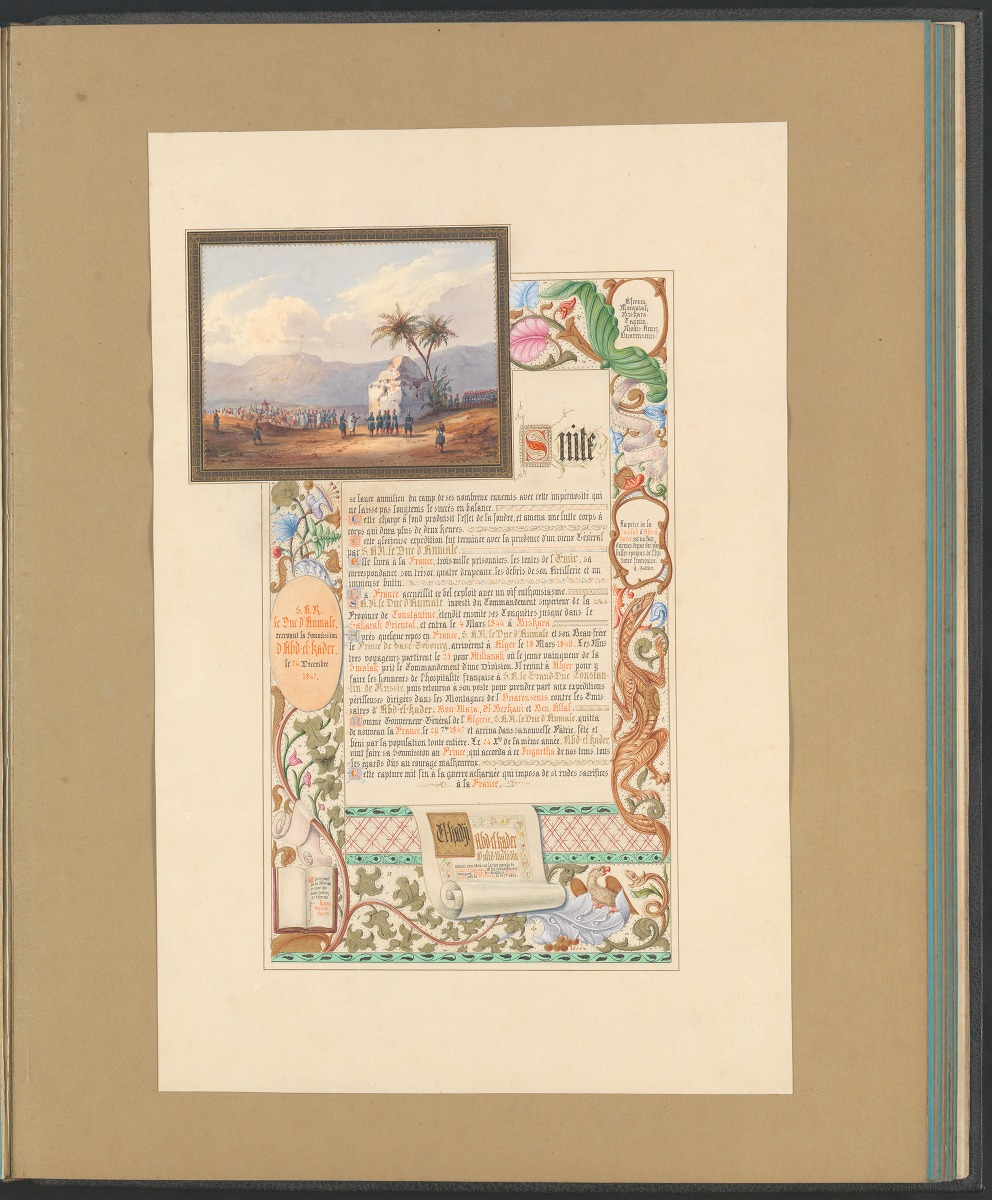
Folio 19.
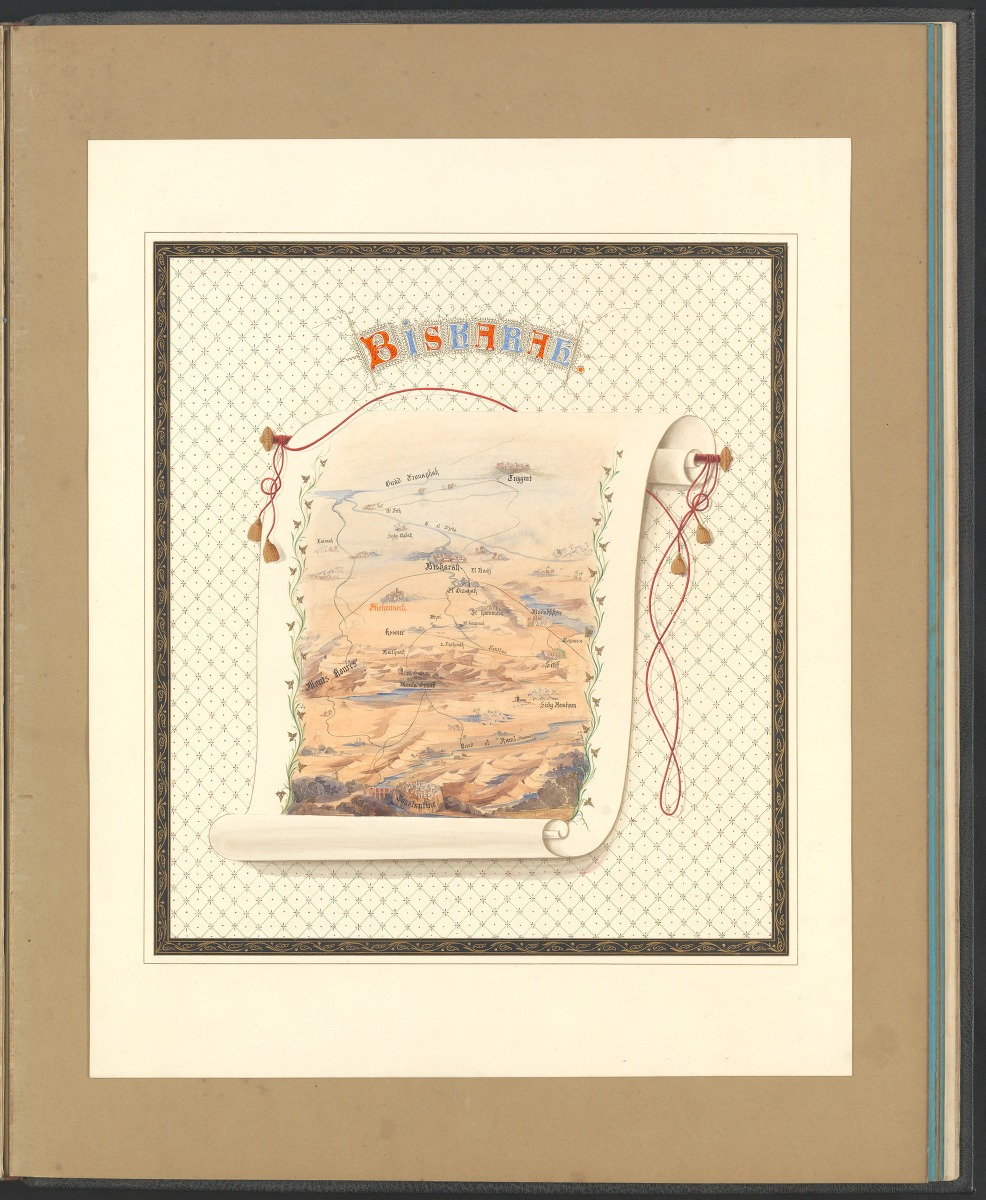
Folio 23.
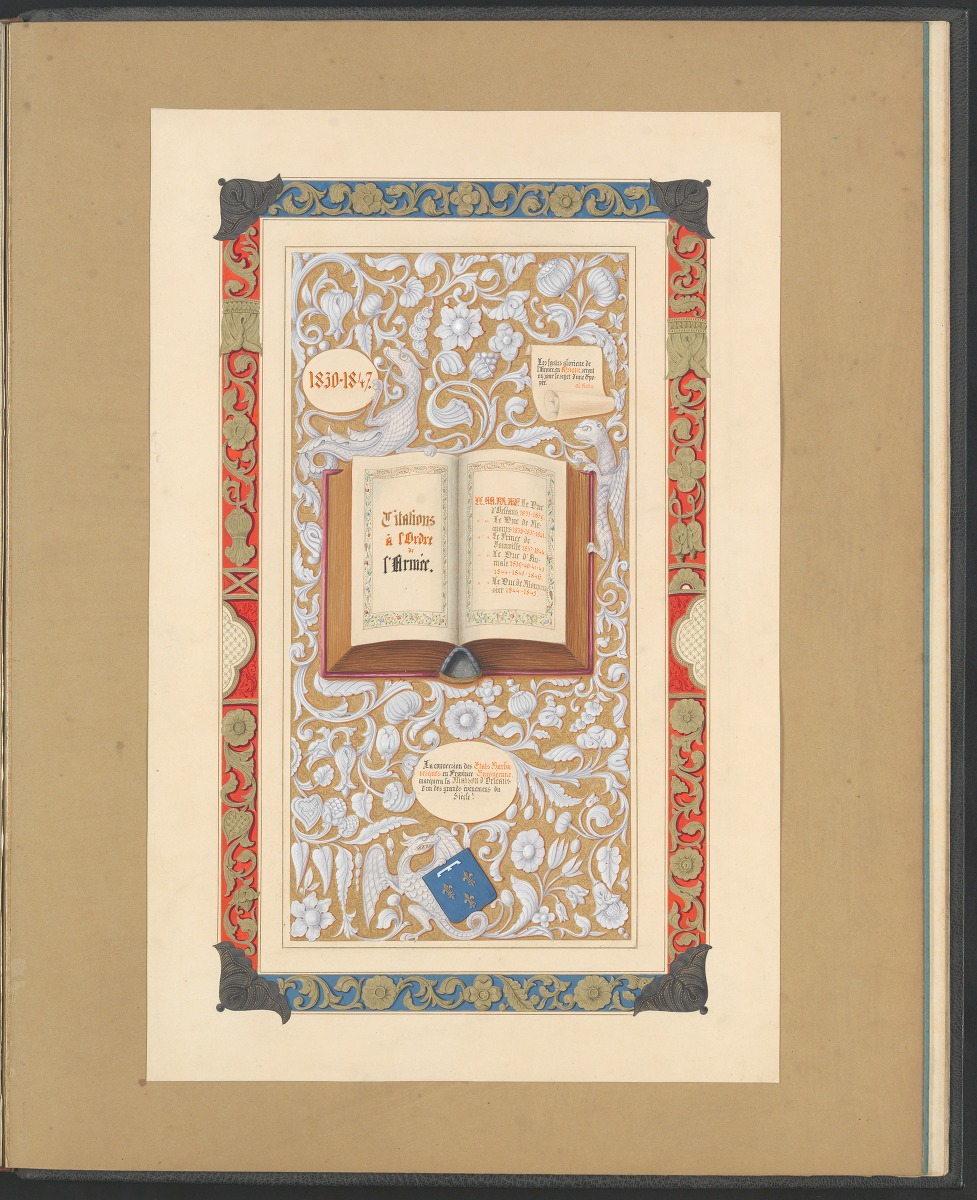
Folio 25.

## Distinction
- Chevalier de l'ordre de Léopold (19 mars 1846)[12].